# Kdo chce zabít Jesii?
Kdo chce zabít Jesii? (bra: Quem Quer Matar Jessie?) é um filme tchecoslovaco de 1966, em preto e branco, dos gêneros aventura, comédia e ficção científica, dirigido por Václav Vorlíček,  roteirizado pelo diretor e Miloš Macourek, música de Svatopluk Havelka.

## Elenco
- Dana Medrická....... Dr. Ruzenka Beránková
- Jirí Sovák....... Dr. Jindrich Beránek
- Olga Schoberová....... Jessie
- Juraj Visny....... Supehomem
- Karel Effa....... Pistolník
- Vladimír Mensík....... Kolbaba
- Karel Houska
- Ilja Racek
- Walter Taub....... Professor (como Valtr Taub)
- Bedrich Prokos....... Dustolny pán
- Cestmír Randa....... Prokutor
- Otto Simánek....... Zástupce dr. beránkové
- Svatopluk Skládal....... Obhájce
- Frantisek Holar....... Reditel
- Jan Libícek....... Guarda da prisão